# أليكساندر مينيزيس
أليكساندر مينيزيس (بالبرتغالية: Xandão‏) هو ملحن برازيلي، ولد في 25 سبتمبر 1968 في جواو بيسوا في البرازيل.

## وصلات خارجية
- أليكساندر مينيزيس على موقع ميوزك برينز (الإنجليزية)
- أليكساندر مينيزيس على موقع ديسكوغز (الإنجليزية)